# Aphodiinae
Aphodiinae là một phân họ bọ cánh cứng, một số loài trong họ này ăn phân.
Hiện nay vẫn chưa có sự thống nhất về việc phân chia phân họ này, nhưng một vài cách chia đã chia chúng thành thành 12 tông với khoảng 280 giống và khoảng 3200 loài trên khắp thế giới.

## Hình ảnh

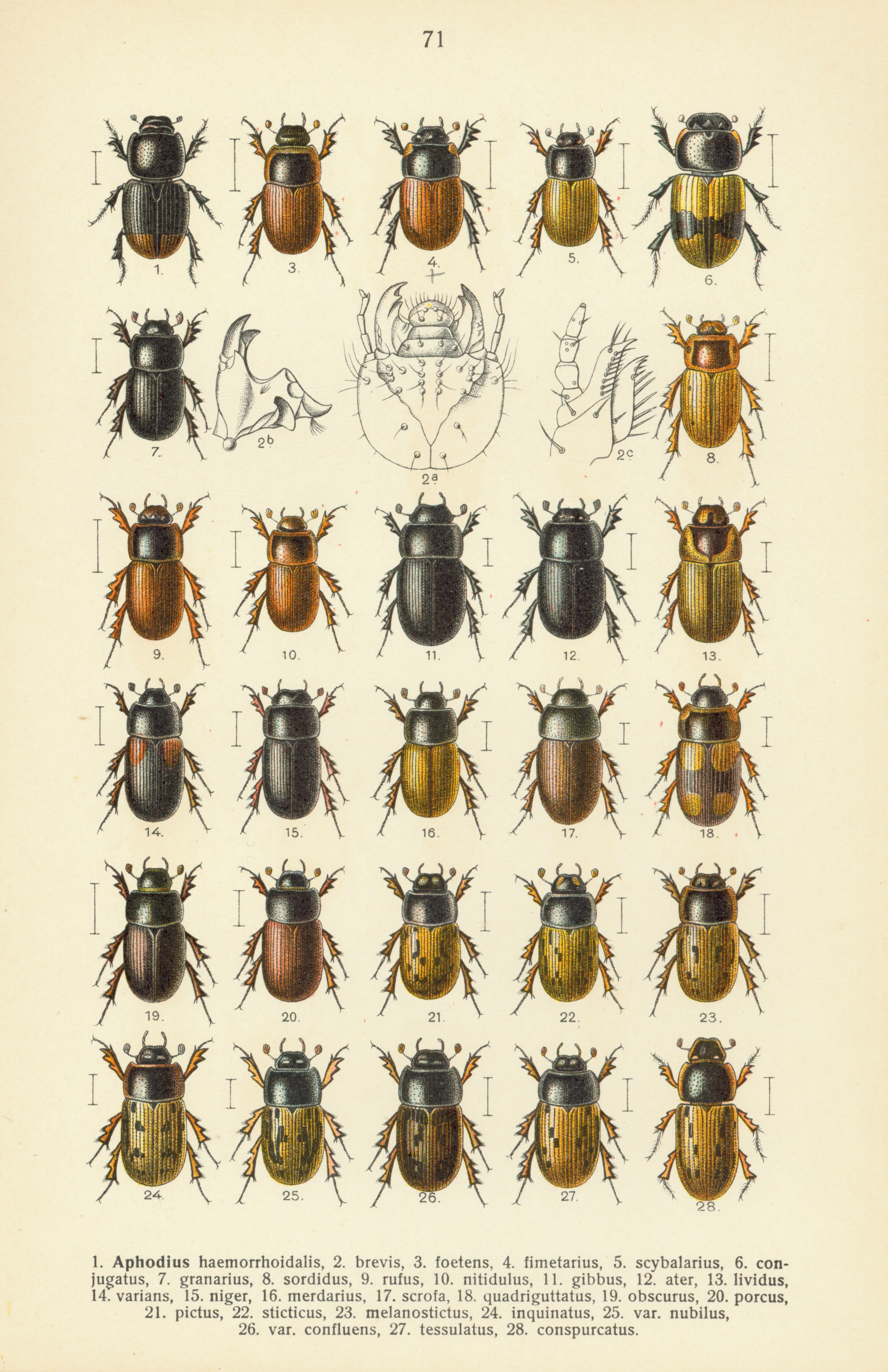
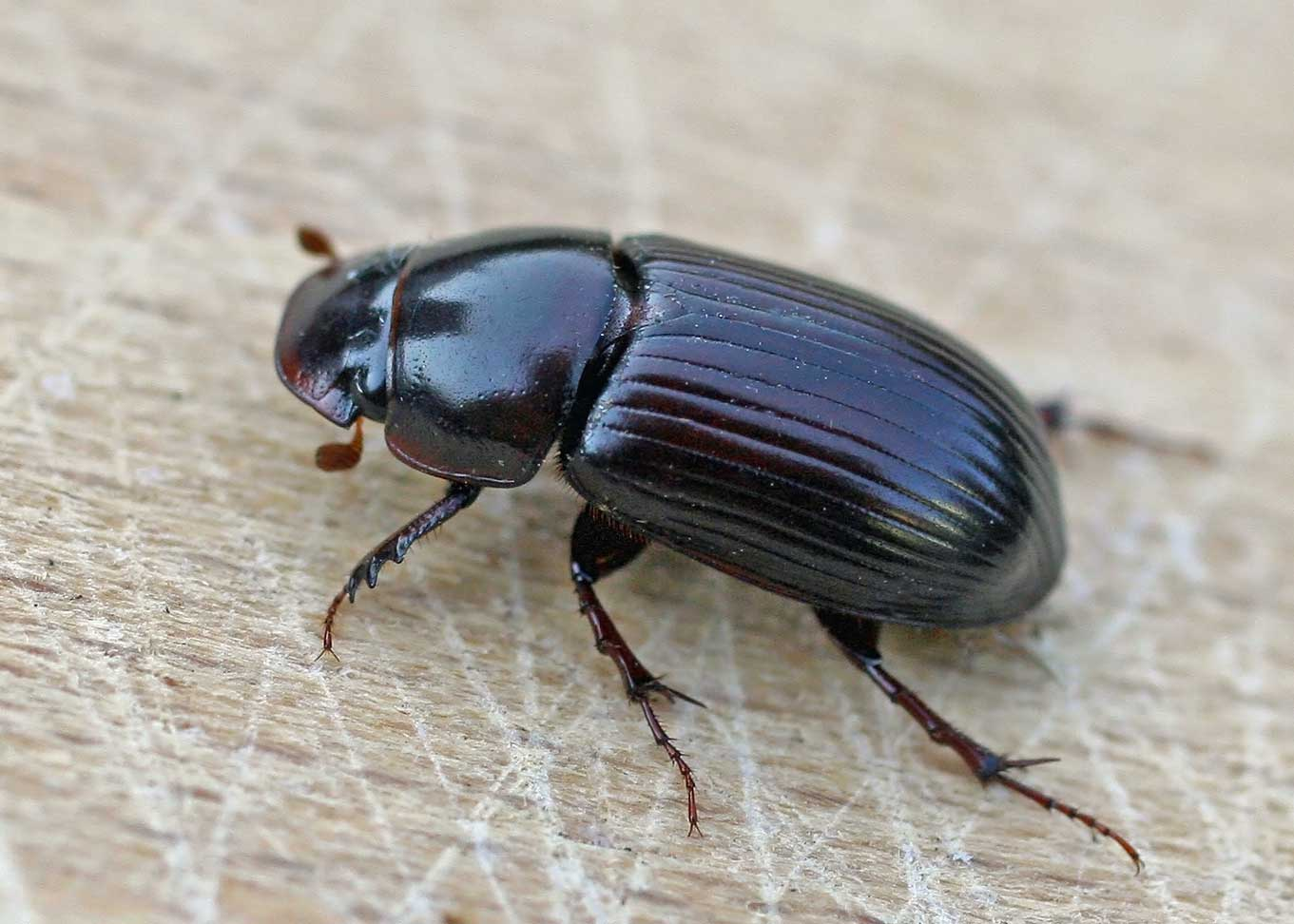
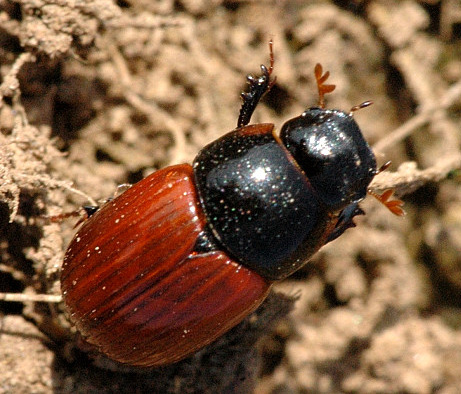
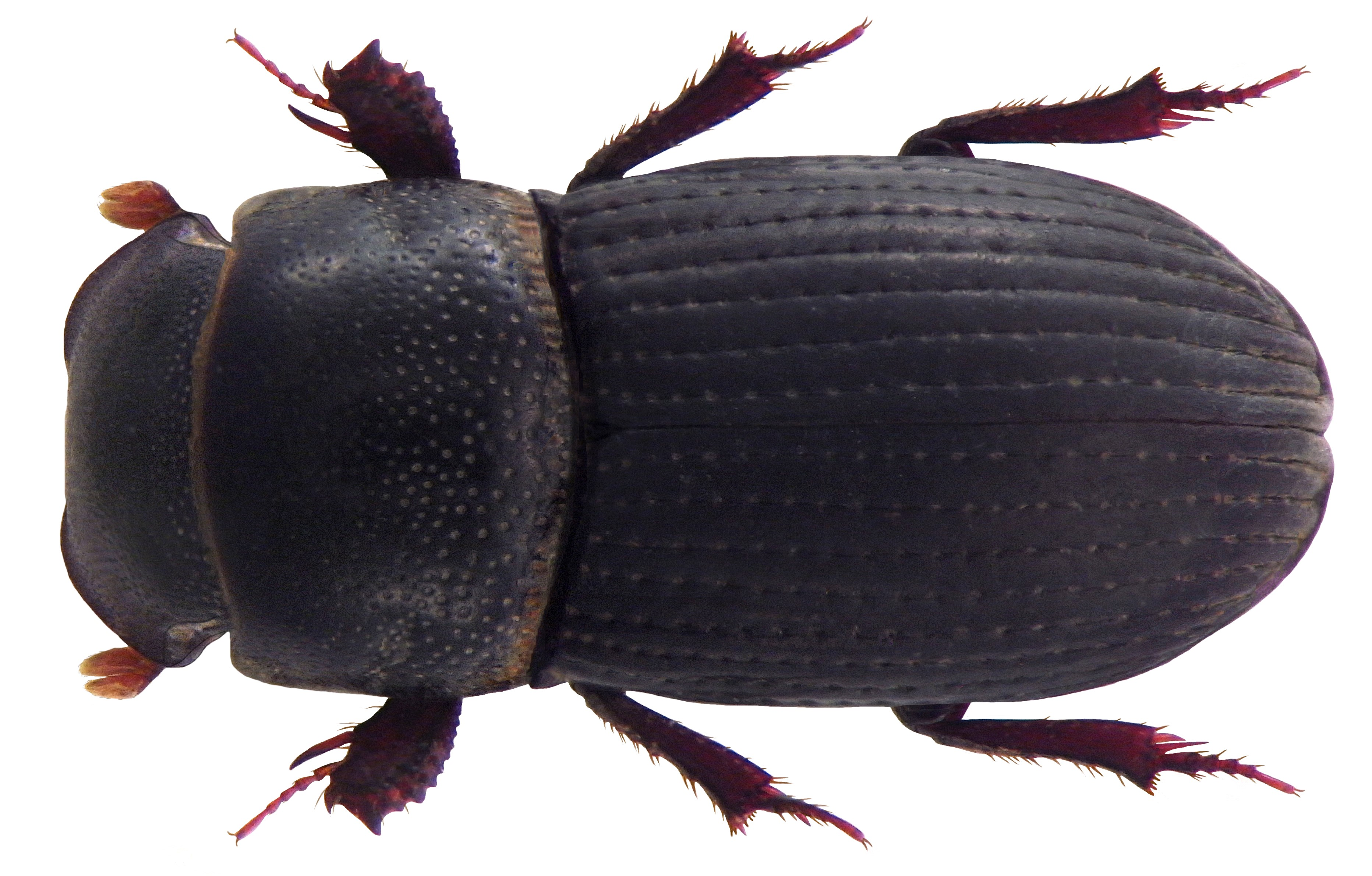